# Planchonella roseoloba
Planchonella roseoloba är en tvåhjärtbladig växtart som beskrevs av Jérôme Munzinger och Swenson. Planchonella roseoloba ingår i släktet Planchonella och familjen Sapotaceae. Inga underarter finns listade i Catalogue of Life.